# Угони, Камилло
Камилло Угони (итал. Camillo Ugoni; 8 августа 1784, Брешиа, Брешиа — 12 февраля 1855, Понтевико, Ломбардо-Венецианское королевство) — итальянский историк литературы и политический деятель. 

## Биография
Родился в семье Маркантонио Угони и Катарины Магги. Учился сначала в сомасканской школе в Брешиа, а затем в иезуитском колледже в Парме.
Вернулся в Брешиа в 1806 году, начав сотрудничать с Уго Фосколо (их дружба продолжалась всю жизнь) и филологом-классиком Джеромо Федерико Боргно, который, в частности, сподвиг его на перевод на итальянский язык «Комментариев» Гая Юлия Цезаря. Завершив работу, Угони специально отправился в Париж, где преподнёс свой перевод в качестве подарка на день рождения Наполеону Бонапарту, получив за это от последнего титул барона.
Угони также известен тем, что продолжил работу Джованбаттисты Корниани над книгой Della letteratura italiana nella seconda metà del sec. XVIII (биографии итальянских писателей второй половины XVIII века), изданной в 1820 году.
В 1820 — 1820 годах Угони принимал участие — совместно с Джованни Арривабене и Джиовитой Скалвини — в движении карбонариев, ввиду чего был вынужден бежать сначала в Швейцарию, затем в Англию, а позже во Францию. Во Франции, в частности, он принимал участие в издании Biographie universelle и был одним из соавторов газеты Le Globe. В 1824 году он перевёл на итальянский язык работу Essays on Petrarch его друга Фосколо, вышедшую в Лондоне за год до этого.
В 1838 году вследствие амнистии вернулся в Италию и был избран президентом Академии в Брешиа, возобновив свои исследования в области итальянской литературы конца XVIII века и продолжив дополнять своё главное сочинение, «Della letteratura italiana nella seconda metà del secolo XVIII». В завершённом виде оно было издано уже после его смерти, его братом Филиппе в 1856 году.